# Конверс (Јужна Каролина)
Конверс (енгл. Converse) насељено је место без административног статуса у америчкој савезној држави Јужна Каролина.

## Демографија
По попису из 2010. године број становника је 608.
| Група             | 2000.    | 2010.       |
| Белци             | 0 (0,0%) | 549 (90,3%) |
| Афроамериканци    | 0 (0,0%) | 36 (5,9%)   |
| Азијати           | 0 (0,0%) | 2 (0,3%)    |
| Хиспаноамериканци | 0 (0,0%) | 13 (2,1%)   |
| Укупно            | 0        | 608         |